# Even Flow (сингл Pearl Jam)
«Even Flow» (с англ. - «Наступает вечер») — второй сингл американской рок-группы Pearl Jam, с дебютного альбома Ten (1991). Песня заняла третью позицию в чарте Billboard Mainstream Rock Tracks Chart. Также «Even Flow» была включена в сборник лучших песен Pearl Jam 2004 года Rearviewmirror (Greatest Hits 1991 - 2003). Ремикшированная версия песни вошла в переиздание альбома Ten в 2009 году.

## Список композиций
CD (США, Австралия, Австрия, Бразилия, Германия) / Кассета (Австралия)
1. "Even Flow" (Эдди Веддер, Стоун Госсард) – 4:53
2. "Dirty Frank" (Дэйв Абрузизес, Джеф Амент, Госсард, Маик Маккриди, Веддер) – 5:32
3. "Oceans" (remix) (Веддер, Госсард, Амент) – 2:46

CD (Великобритания) / 12" Винил (Великобритания)
1. "Even Flow" (Веддер, Госсард) – 5:04
2. "Dirty Frank" (Абрузизес, Амент, Госсард, Маккриди, Веддер) – 5:32
3. "Oceans" (Веддер, Госсард, Амент) – 2:42

7" Винил (Великобритания) / Кассета (Великобритания)
1. "Even Flow" (new version) (Веддер, Госсард) – 5:04
2. "Oceans" (remix) (Веддер, Госсард, Амент) – 2:46

7" Винил (Нидерланды) / Кассета (Новая Зеландия)
1. "Even Flow" (Веддер, Госсард) – 4:53
2. "Dirty Frank" (Абрузизес, Амент, Госсард, Маккриди, Веддер) – 5:32

## Чарты
| Чарт(1992)                            | Позиция  |
| ------------------------------------- | -------- |
| Австралия (ARIA)                      | 22       |
| Top Singles (RPM)                     | 74       |
| Новая Зеландия (Recorded Music NZ)    | 20       |
| Singles (The Official Charts Company) | 27       |
| Billboard Mainstream Rock Tracks      | 3        |
| Billboard Modern Rock Tracks          | 21       |
| Chart (2009)                          | Position |
| Billboard Hot Digital Songs           | 62       |